# Paradacerla
Paradacerla is een geslacht van wantsen uit de familie van de Miridae (Blindwantsen). Het geslacht werd voor het eerst wetenschappelijk beschreven door Carvalho & Usinger in 1957.

## Soorten
Het genus bevat de volgende soorten:

- Paradacerla azteca Carvalho & Usinger, 1957
- Paradacerla downesi (Knight, 1927)
- Paradacerla formicina (Parshley, 1921)
- Paradacerla hirsuta Kelton & Knight, 1959